# Fiterman Pharma
Fiterman Pharma este o companie producătoare de medicamente din Iași, România.
Este deținută de familia Fiterman.
Fiterman Pharma este primul producător de medicamente cu capital integral privat românesc din zona Moldovei, compania fiind înființată la Iași în anul 1995.
În anul 2012 compania avea un portofoliu de aproape 50 de produse și peste 100 de angajați.
Familia Fiterman deține și grupul Arcadia din Iași care cuprinde Arcadia Hospital, Arcadia Policlinic și Arcadia Cardio.

## Istoric
Istoria companiei a început după ce Solomon Fiterman, tatăl lui Dan Fiterman, a plecat în Israel în 1976, de unde a revenit în 1985 pentru a face medicina la Iași.
Revoluția l-a prins cu un capital substanțial în Israel, strâns din afaceri cu cablu TV în perioada șederii acolo.
A fondat, alături de Vasile Burlui, Universitatea Apollonia și a deschis prima clădire de birouri din Iași.

## Rezultate financiare
Număr de angajați:
- 2012: 100 [4]
- 2009: 63 [6]

Cifra de afaceri:
- 2011: 9,5 milioane euro [4]
- 2009: 5,4 milioane euro [7]